# Ben Kingsley
Sir Ben Kingsley, rodným jménem Krishna Pandit Bhanji (* 31. prosince 1943 ve Scarborough, Yorkshire, Anglie, Spojené království) je britský herec anglicko-gudžarátského původu.
Mezi jeho nejznámější a nejproslulejší role patří postava Mahátmy Gándhího ze snímku Gándhí z roku 1982, za kterou obdržel cenu Americké filmové akademie Oscar.